# Valská svodnice
Valská svodnice je menší vodní tok v Jičínské pahorkatině, pravostranný přítok Klenice v okrese Mladá Boleslav ve Středočeském kraji. Délka toku měří 4 km, plocha povodí činí 5,49 km².

## Průběh toku
Potok pramení východně od Dolních Stakorů v nadmořské výšce 232 metrů a teče jižním směrem. Potok protéká vsí Valy, což je část Plazů, podtéká silnici I/16 a železniční trať Mladá Boleslav – Stará Paka. Valská svodnice se jihozápadně od Židněvsi zprava vlévá do Klenice v nadmořské výšce 211 metrů.